# Chen Ruoxuan
Chen Ruoxuan (chino simplificado: 陈若轩), es un actor chino.

## Biografía
Estudió en la Academia Central de Arte Dramático (inglés: "Central Academy of Drama").

## Carrera
El 8 de mayo del 2015 se unió al elenco principal de la serie Evil Minds (心理罪) donde dio vida a Fang Mu, un genio en psicología del crimen que se une al oficial de policía Tai Wei-Lian (Wang Longzheng) para resolver una serie de extraños casos de asesinatos ocurridos dentro de un campus, hasta el final de la serie al terminar su segunda temporada el 8 de enero del 2017.
En el 2016 se unió al elenco de la serie Legend of Nine Tails Fox donde interpretó a Zhang Sheng, el ex-prometido de Zhong Qing (Tang Yixin).
En julio del mismo año se unió al elenco principal de la serie Novoland: The Castle in the Sky donde dio vida al talentoso Yu Huanzhen, un joven obsesionado con las trampas y los mecanismos así como el medio hermano de la Princesa Xue Feishuang (Ju Jingyi).
El 13 de diciembre del mismo año se unió al elenco principal de la serie Distressed Beauty donde interpretó a Ma Jingan, hasta el final de la serie el 19 de enero del 2017.
El 1 de noviembre del 2017 se unió al elenco principal de la serie The Endless Love (también conocida como "The Journey from Tonight is White") donde dio vida al joven Gu Yebai, un talentoso pintor afectado por una enfermedad mental, hasta el final de la serie el 23 de noviembre del mismo año.
El 31 de enero del 2018 se unió al elenco principal de la serie Beyond Light Years donde interpretó al inteligente Lu Yuchen, un joven experto en informática que es experto en resolver problemas utilizando la probabilidad, hasta el final de la serie el 9 de marzo del mismo año.
En marzo del mismo año se unió al elenco recurrente de la serie Siege in Fog donde dio vida al joven general Murong Feng, el hijo de Murong Chen (Huang Wenhao).
El 16 de julio del 2019 se unió al elenco principal de la serie Novoland: Eagle Flag donde interpretó al audaz pero despiadado guerrero y guardaespaldas Ji Ye, hasta el final de la serie en septiembre del mismo año.

## Filmografía

### Series de televisión
| Año             | Título                                     | Personaje            | Notas                  |
| --------------- | ------------------------------------------ | -------------------- | ---------------------- |
| 2021 - presente | Yu Huo                                     | Wei Ran              |                        |
| 2021 - presente | Magical Legend (The Legend Of Sealed Book) | Jin Chengyu          |                        |
| 2021 - presente | Faith Makes Great                          | Du Fuguo             | historia: "Yi Jia Ren" |
| 2020 - 2021     | Legend of Fei                              | Li Sheng             |                        |
| 2019            | Novoland: Eagle Flag                       | Ji Ye                | 68 episodios           |
| 2018            | Siege in Fog                               | Murong Feng          |                        |
| 2018            | Beauties in the Closet                     | Li Yuxi              | 34 episodios           |
| 2018            | Beyond Light Years                         | Lu Yuchen            | 38 episodios           |
| 2017            | The Endless Love                           | Gu Yebai             | 32 episodios           |
| 2016 - 2017     | Distressed Beauty                          | Ma Jingan            | 44 episodios           |
| 2016 - 2017     | Evil Minds 2                               | Fang Mu              | 24 episodios           |
| 2016            | Weapon & Soul 1                            | Liu Mingrui          |                        |
| 2016            | Huajianghu                                 | Nanyin Ke            |                        |
| 2016            | Novoland: The Castle in the Sky            | Yu Huanzhen          | 28 episodios           |
| 2016            | The Lover's Lies                           | Tong Xiaochun        |                        |
| 2016            | Legend of Nine Tails Fox                   | Zhang Sheng / Niu Yi |                        |
| 2015            | Dreamer                                    | Novio                | (cameo)                |
| 2015            | Evil Minds                                 | Fang Mu              | 24 episodios           |
| 2015            | The Investiture of the Gods 2              | Yin Hong             |                        |

### Películas
| Año  | Título                                            | Personaje  | Notas                                             |
| ---- | ------------------------------------------------- | ---------- | ------------------------------------------------- |
| 2019 | Black and White Warriors (黑白无双)               | Xiao Hei   |                                                   |
| 2015 | Dreams For The Best (醉青春)                      | -          | (corto) - junto a Jiang Fangting y Wang Longzheng |
| 2014 | Ai Mi and Chao Shuai (艾米与超帅)                 | Chao Shuai | (corto)                                           |
| 2014 | Love With A Woman (全世界最勇敢的女孩)            | Da Nan     | (corto)                                           |
| 2013 | All the Way With You These Years (这些年一路有你) | -          | (corto)                                           |

### Programas de variedades
| Año  | Programa                                             | Notas              |
| ---- | ---------------------------------------------------- | ------------------ |
| 2019 | Actors Please Take Your Place - Acting Age - 5 Years | miembro            |
| 2016 | Who's the Murderer S1 (明星大侦探)                   | (ep. 3) - invitado |
| 2016 | 遇见男神                                             | invitado           |
| 2015 | Big Pair Of Trump Card (大牌对王牌)                  | invitado           |

### Revistas / sesiones fotográficas
| Año  | Título             | Notas |
| ---- | ------------------ | ----- |
| 2019 | Sina Fashion       |       |
| 2019 | FUNS TIDE          |       |
| 2019 | GUIDE              |       |
| 2019 | LEON China         |       |
| 2019 | Fun                |       |
| 2019 | MOGU Street        |       |
| 2019 | SPOTLIGHT          |       |
| 2017 | 南都娱乐周刊       |       |
| 2017 | BIZMODE (商界时尚) |       |
| 2016 | Men's Uno (风度)   |       |
| 2016 | 南都娱乐周刊       |       |

### Eventos
| Año  | Título                                                  | Notas      |
| ---- | ------------------------------------------------------- | ---------- |
| 2019 | The 4th Golden Bud Network Film and Television Festival |            |
| 2019 | 2019 Sina Style Awards - Multiverse                     | en Beijing |

## Otras actividades
En noviembre del 2019 participó en la carrera de 10 km del Maratón Internacional de Shanghái.